# 대창메탈
대창메탈(Daechang Metal)는 대한민국의 금속기업이다. 본사는 서울특별시 금천구 시흥대로 46에 위치해 있으며 대표이사는 김대성이다.

## 상장
2007/12/17에 주관사를 로 공모가 6,500원에 코스닥 시장에 상장하였다.

## 참고문헌
1. ↑  대창 주가 뜨겁게 달궈진다...비철금속 수요 급증, 핀포인트뉴스, 2023.09.22